# Église Saint-Étienne-des-Tonneliers
Pour les articles homonymes, voir Église Saint-Étienne.
L’église Saint-Étienne-des-Tonneliers est une église paroissiale disparue de Rouen.

## Historique
Plusieurs membres de la famille Jubert et consorts se sont fait inhumer dans l'église Saint-Étienne.
Elle est gravement endommagée pendant la semaine rouge, le 30 mai 1944. En 1948, l'église n'est pas réhabilitée, la partie sud de la nef et des bas-côtés ayant cependant résisté aux bombes. Il ne subsiste qu'une rue qui témoigne de son existence passée.

## Mobilier
- La Gloire du temple protestant Saint-Éloi de Rouen est en provenance de Saint-Étienne.
- Deux verrières de la Vie de Saint-Étienne de l'église Saint-Romain de Rouen, dont l'auteur est Arnoult de Nimègue, sont en provenance de Saint-Étienne.